# Franzius-Büste (Bremen)

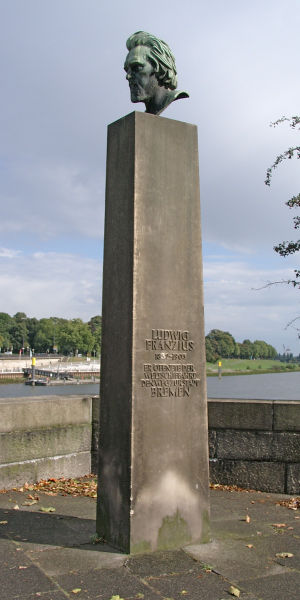
Ludwig-Franzius-Denkmal von Georg Roemer in Bremen, aufgestellt 1962

Die Franzius-Büste ist Teil eines Denkmals für Ludwig Franzius (1832–1903), das 1962 in der Bremer Neustadt, am Franziuseck an der Weser aufgestellt wurde. Die Porträtbüste aus Bronze ist der Nachguss des im Zweiten Weltkrieg eingeschmolzenen Bildnisses vom ursprünglich 1908 an der Altstadtseite der Großen Weserbrücke errichteten Denkmal.

## Ludwig Franzius
Ludwig Franzius war seit 1875 in Bremen tätig und leitete ab 1883 als Bremer Oberbaudirektor die wasserbautechnischen Maßnahmen der Weserkorrektion (z. B. den Durchstich der „langen Bucht“ bei Gröpelingen), die nachhaltig dazu führten, dass die Flutwelle der Nordsee wieder Bremen erreichte und damit auch Schiffe mit einem Tiefgang von bis zu 5 m die Stadt erreichten. Damit erst war es sinnvoll geworden, in den Jahrzehnten um 1900 im Westen der Stadt Häfen anzulegen, deren erste Baustufen ebenfalls von Franzius projektiert wurden.

## Das ursprüngliche Denkmal von 1908
Schon im Todesjahr des inzwischen international bekannten Wasserbauexperten befasste sich eine Senatskommission mit der Standortfrage und Finanzierung eines Denkmals. 1905 wählte man einen Platz westlich der altstadtseitigen Rampe zur Großen Weserbrücke, die damals noch als Fortsetzung der Wachtstraße die Weser überquerte. Da für die gewählte Stelle eine gute architektonische Lösung nötig schien, wurde ein Architektenwettbewerb ausgeschrieben, den der in Bremen aufgewachsene Fritz Schumacher (der bedeutende spätere Stadtbaudirektor von Hamburg) gewann, der seinerseits den Bildhauer Georg Roemer für die Gestaltung einer Büste und den übrigen skulpturalen Schmuck hinzuzog.
Die am 15. Oktober 1908 eingeweihte Anlage bestand aus einer großen, halbrunden, aus Muschelkalkstein gebauten und mit Puttenreliefs geschmückten Nische, die sich über mehrere Stufen zur Altstadt hin öffnete und einen halbrunden Raum für eine in die Mitte gestellte, hermenartig gestaltete Stele mit einer Büste des Strombaumeisters bildete. Eine Inschrift in Versalien lautete:
„Ludwig Franzius bahnte der Flut den Weg zur Stadt.“
Auf der Rückseite dieser Architektur führte eine markant ausgebildete Treppe an der Ufermauer hinab zum Fluss, der so sehr im Zentrum des Lebenswerkes von Franzius gestanden hatte.
Am 6. Juni 1942 fiel die bronzene Herme mit der Büste der sogenannten Metallspende des deutschen Volkes, also der Rüstungsproduktion zum Opfer. Die bauliche Anlage wurde erst 1959 zerstört, als im Zuge einer umfassenden städtebaulichen Neuordnung an dieser Stelle das neue Verwaltungsgebäude des Speditionsunternehmens Kühne & Nagel errichtet wurde.

## Das heutige Denkmal von 1962
Glücklicherweise hatte sich von der zerstörten Büste des 1908 errichteten Denkmals ein Gipsmodell oder -abguss erhalten. So konnte man 1962, zwar am Weserufer, aber auf der Bremer Neustadtseite, an weniger prominentem Platz und mit wesentlich bescheidenerem Aufwand ein neues Denkmal errichten. Es befindet sich auf einem jetzt „Franziuseck“ genannten, kleinen Platz auf dem Stadtwerder, in der Nähe der Wilhelm-Kaisen-Brücke an der in die Weserstraße einmündenden Straße Herrlichkeit, gegenüber der Hermann-Heye-Straße und unweit der Straße Franziuseck.
Auf dem kleinen Platz an der neustadtseitigen Uferpromenade an der Weser wurde die nachgegossene Büste auf einer hohen, glatten Stele aus Naturstein montiert. Die rechteckige und sich nach oben verjüngende („pyramidenstumpfförmige“) Steinstele trägt an einer der breiteren Seitenflächen folgende Inschrift in Versalien:
„Ludwig / Franzius / 1832–1903 / Er öffnete der / Weltschiffahrt / den Weg zur Stadt / Bremen.“